# 市川莚十郎
市川 莚十郎（いちかわ えんじゅうろう、旧暦 明治元年12月10日 / グレゴリオ暦 1869年1月22日 - 1943年3月2日）は、日本の歌舞伎役者、俳優である。本名は生田 宮吉（いくた みやきち）。幼名及び旧芸名は市川 左伊次（いちかわ さいじ、市川 左い次とも）、市川 榮升（いちかわ えいしょう）。映画草創期に主演俳優として活躍した一人であり、5代目澤村四郎五郎との名コンビとして知られる。

## 来歴・人物
1869年1月22日（旧暦 明治元年12月10日）、武蔵国（後の東京府東京市浅草馬道3丁目、現在の東京都台東区）に生まれる、とされている。1923年（大正12年）に発行された『現代俳優名鑑』（揚幕社）には、生年月日は「明治三年十二月十日」（グレゴリオ暦 1871年1月30日）、生地は東京市浅草区馬道町1丁目（現在の台東区浅草1丁目）である旨が記されている。また、1919年（大正8年）に発行された『役者の素顔』（玄文社）によると、生年月日・出生地は上記の通りだが、父は浮世絵師の一梅齋芳春（後の歌川芳春、1828年 - 1888年）であるという旨が記されている。
1877年（明治10年）、8歳で歌舞伎役者初代市川左團次（1842年 - 1904年）の門に入り、1878年（明治11年）、市川左伊次と名乗り9代目市川團十郎（1838年 - 1903年）の義賊である暁星五郎の狂言に小按摩役で初舞台、とされている。『現代俳優名鑑』などによれば、1874年（明治7年）、満6歳の時に初代市川左團次の門に入り、新富座で初舞台を踏み、高島屋の門人において市川左伊次（市川左い次）と名乗ったという旨が記されている。以後も師匠左團次と行を共にし、三州豊橋朝倉座、本郷座、市村座、明治座などの舞台で大役を務める。1904年（明治37年）、市川榮升と改め、師匠左團次の手を離れて独立、自ら一座を組織して横浜賑座で旗上げし、1910年（明治43年）頃まで地方巡業を継続した。『役者の素顔』によれば、1902年（明治35年）12月に市川榮升と改めたとしている。また上京してからは、演技座、寿座、本郷座、東京座、三崎座などの中小劇場に出演し、請われて横浜喜楽座に2年ほど座頭として奮闘する。『現代俳優名鑑』によれば、横浜喜楽座、賑座の2座のみで5年間出勤したとある。その後、1904年（明治37年）に初代左團次が死去し、2代目市川莚升が2代目市川左團次（1880年 - 1940年）を襲名して外遊中は明治座、新宿座に勤めて主家の留守を守り、左團次が帰国してから市川莚十郎と改名、とされている。『現代俳優名鑑』などでは、左團次と共に本郷座の舞台に立ち、1912年（明治45年）に同座で市川莚十郎と改名したとある。また『役者の素顔』によれば、1914年（大正3年）9月に本郷座で市川莚十郎と改名したという旨が記されている。更に『日本映画俳優全集 男優篇』によれば、2代目市川左團次は莚十郎の実の息子としているが、実際は初代市川左團次であり、誤りである。
1915年（大正4年）11月、創立間も無い天然色活動写真（通称：天活）に入社したという。『現代俳優名鑑』によれば、1917年（大正6年）頃、ある知人に誘われて天活に入社したとある。その頃は既に尾上松之助（1875年 - 1926年）が日活に所属しており、得意のチャンバラで旧劇を撮影して全国的に人気があった為、天活も旧劇に主力をおき、同じ頃に入社した5代目澤村四郎五郎（1877年 - 1932年）とコンビの配役で、莚十郎としては十分に活躍の余地があった。しかし莚十郎は、活劇よりは世話物のうまい役者であり、写実的な芝居が上手だった為、尾上松之助辺りに比べると落ち着きすぎて、子供達の人気者にはならなかったという。ところが、1917年（大正6年）10月31日に公開された莚十郎の代表作とも言える吉野二郎監督映画『日蓮上人一代記』の時だけは珍しく、活動写真館には中年以上の客がつめかけたという。1920年（大正9年）、天活を買収して創立された国際活映巣鴨撮影所に移り、1921年（大正10年）には創立2年目である松竹蒲田撮影所へ一派と共に迎えられ、多くの作品に出演した、とされている。『現代俳優名鑑』によれば、1920年（大正9年）、松竹蒲田撮影所で活動中、1921年（大正10年）10月、国際活映巣鴨撮影所に招かれて入社したとある。また、同書によれば、下谷区金杉上町88番地（現在の台東区入谷2丁目・竜泉1丁目辺り）に住み、身長は5尺3寸（約160.6センチメートル）、体重16貫700匁（約62.6キログラム）、妻子ありと記されている。
1921年（大正10年）秋、澤村が松竹蒲田へ入社したのと入れ違いに国活巣鴨に復帰した。1923年（大正12年）2月1日に公開された枝正義郎監督映画『幽魂の焚く炎』が記録に残る最後の出演作品である。以後の消息は不明とされていたが、実際はこの後歌舞伎の舞台に戻っており、『演芸画報』1943年（昭和18年）6月号にて、3月2日午前0時に急性肺炎のため、数え年77歳で死去したと報じられている。告別式は同年3月4日午後2時に、下谷区金杉上町の自宅で執行された。